# Expeditionary Fighting Vehicle

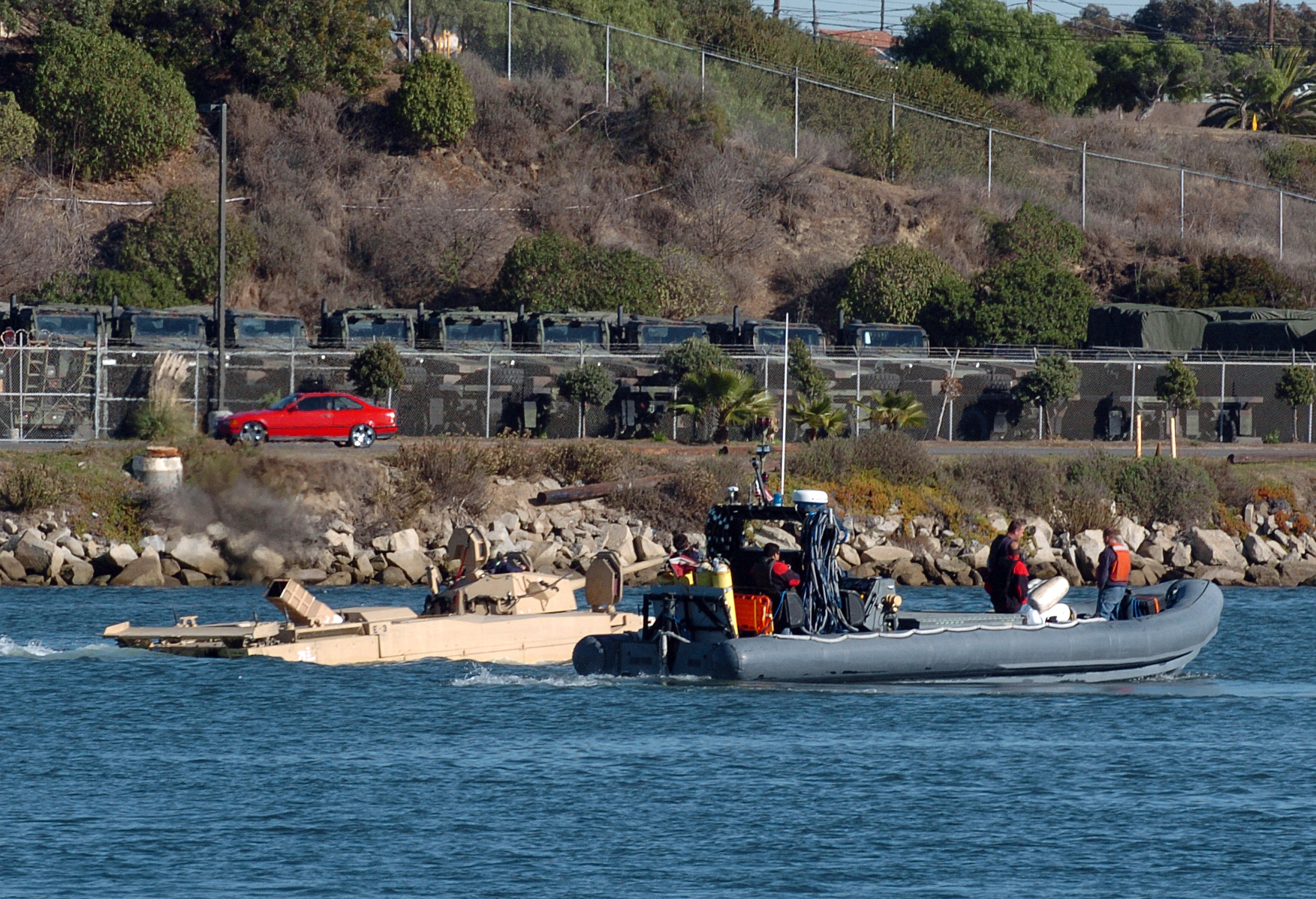
Znaczną prędkość również w wodzie zapewnia wydajny napęd strugowodny

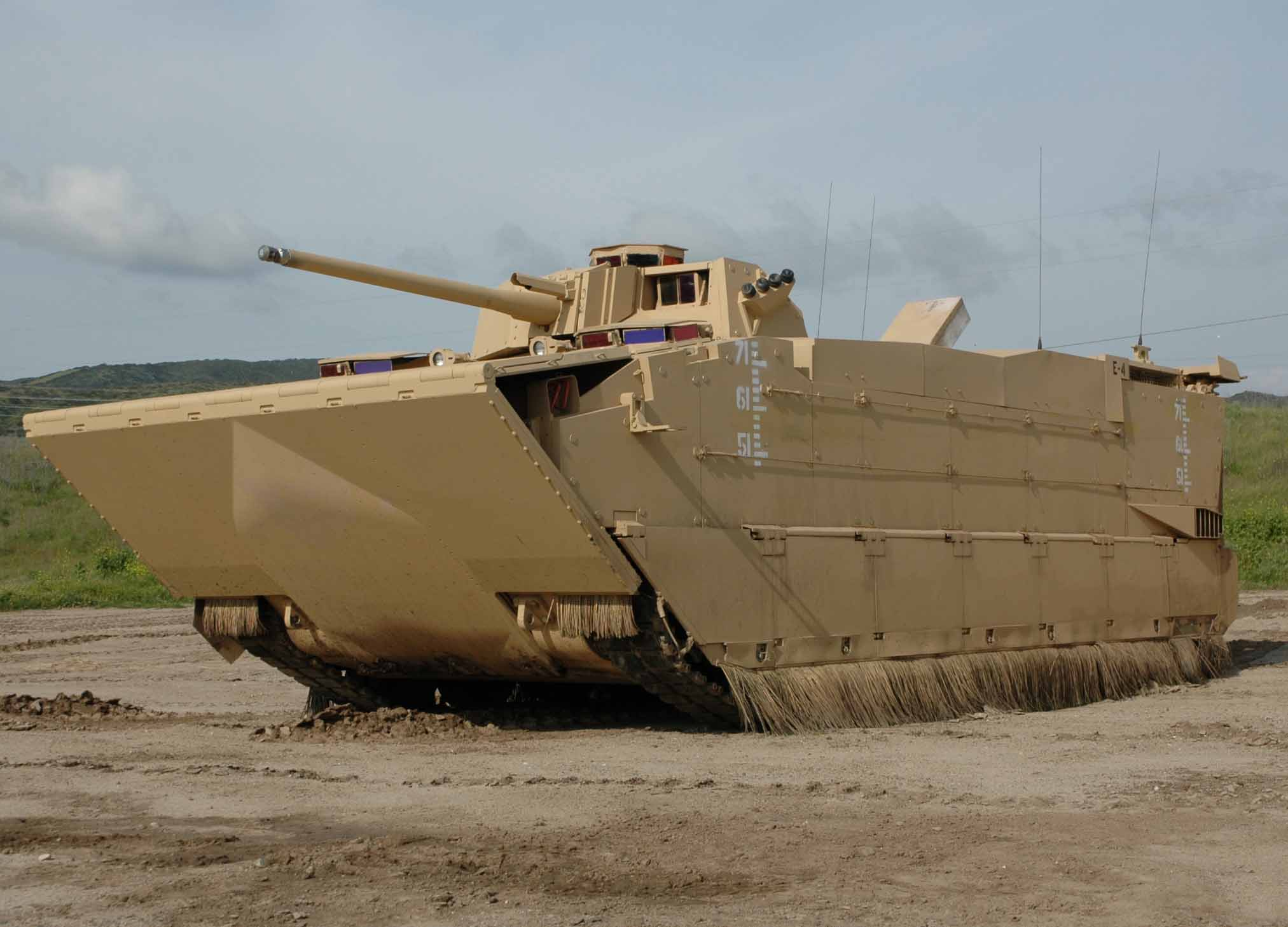
EFV

Expeditionary Fighting Vehicle (EFV), wcześniej znana jako AAAV (Advanced Amphibian Assault Vehicle) – amerykańska amfibia desantowa mająca znaleźć się na wyposażeniu US Marine Corps do roku 2015. EFV został zaprojektowany by zastąpić podstarzałe już jednostki AAV7, które są na wyposażeniu wojsk amerykańskich od roku 1972. Nowa amfibia EFV jest trzykrotnie szybsza w wodzie, ma dwukrotnie grubszy pancerz i większą siłę ognia niż będące obecnie na stanie AAV7.
Opancerzony pływający transporter piechoty po opuszczeniu okrętu desantowego poza horyzontem,  ma za zadanie dostarczenia w pełni wyposażonej drużyny Marines na brzeg. Mobilność i zwinność jednostki ma być taka sama lub nawet większa niż w przypadku czołgu M1 Abrams.
Wkrótce Stany Zjednoczone wyposażą swoje jednostki Marine Corps w nową amfibię szturmową Expeditionary Fighting Vehicle (EFV). Obok pojazdów desantowych LCAC oraz samolotów pionowego startu V-22 Osprey, amfibie te stanowić będą trzeci filar rozległej modernizacji jednostek piechoty morskiej.

## Historia
Od 1982 do 1986 roku został przeprowadzony, przy nakładzie dużych środków, program zwiększający wartość bojową dotychczas używanych przez US Marine Corps amfibii szturmowych, który gwarantuje możliwość ich użytkowania do przełomu tysiąclecia. Od początku lat dziewięćdziesiątych trwają jednak prace nad koncepcją wykorzystania w przyszłości nowego sprzętu, i co za tym idzie, jakimi właściwościami powinien się wykazywać. Nowy pojazd szturmowy tylko powinien odpowiadać najnowszym rozwiązaniom technicznym ostatniego okresu, do głównych wymagań należy również skuteczne współdziałanie z czołgami bojowymi M1 Abrams, podczas operacji przeprowadzanych przez oddziały piechoty morskiej. Oprócz tego, należy wziąć pod uwagę to, że pojazd będzie zagrożony przez wprowadzaną coraz lepszą broń do wykrywania i zwalczania desantu. Z tego względu EFV może być opuszczony na wodę z barek już 50 km od wrogiego wybrzeża, a mimo to jest w stanie osiągnąć cele operacyjne w tym samym czasie co dotychczas używane pojazdy szturmowe operujące z odległości do 13 km. Ogłoszony konkurs na budowę EFV wypadł na korzyść General Dynamice Land Systems. Od 1999 roku cztery prototypy przechodzą intensywne testy. Ambitny program produkcyjny przewiduje od 2008 roku w przeciągu zaledwie siedmiu lat (do roku 2015) wymianę znajdujących się na wyposażeniu 1322 amfibii szturmowych AAV7A1 nowymi 1013 pojazdami EFV.
6 stycznia 2011 r. sekretarz obrony USA Robert Gates ogłosił anulowanie programu Expeditionary Fighting Vehicle. Decyzja ta została podjęta z powodu rosnących kosztów programu, które okazały się zbyt wysokie dla amerykańskiego budżetu obronnego obciążonego kosztami operacji ekspedycyjnych w Iraku i Afganistanie oraz cięciami spowodowanymi spowolnieniem gospodarczym.

## Budowa
Ogólna budowa i rozkład wnętrza nowego EFV opiera się na doświadczeniach z użytkowania poprzednika. Na przedzie znajduje się załoga w składzie: kierowca, dowódca i strzelec obsługujący automatyczne działko kal. 30 mm zainstalowane w obrotowej wieży. Korzystnie położony środek ciężkości uzyskano dzięki umieszczeniu elementów zespołu napędowego pośrodku pojazdu. 
Umieszczony w tyle przedział transportowy może pomieścić oddział piechoty morskiej z pełnym wyposażeniem składający się z 17 żołnierzy lub przyjąć 2 300 kg ładunku. Pomysłowe rozwiązania wspomagające pływanie oraz posiadający dużą moc napęd strugowodny zapewniają pojazdowi znaczną prędkość maksymalną podczas pływania. Podczas pływania w "trybie dużej prędkości" układ jezdny z gąsienicami dzięki hydropneumatycznemu zawieszeniu zostaje całkowicie wciągnięty pod osłony, z przodu opuszczane zostają sanie ślizgowe oraz rozkładane są umieszczone na bokach i w tyle elementy zwiększające powierzchnię pojazdu. Dzięki takim rozwiązaniom EFV bardzo szybko, prawie jak latająca łódź, przemyka ponad wodą.

## Wyposażenie
Pojazd wyposażony jest również w najnowsze urządzenia takie jak nowoczesna nawigacja komputerowa, system kierowania ogniem z kamerą termowizyjną, stabilizacja uzbrojenia w obu płaszczyznach, radar oraz GPS jak również klimatyzację, filtrowentylację ABC i automatyczny system przeciwpożarowy. Waga pojazdu pomimo obszernego wyposażenia została utrzymana w dość przyzwoitych ramach, dzięki konsekwentnemu zachowaniu lekkości konstrukcji i opancerzenia, które wykonano nie ze stali lecz ceramiki kompozytowej będącej odporną na ostrzał granatnikami RPG lub bliskie eksplozje pocisków 155 mm. Oprócz kadłuba także gąsienice oraz elementy napędu wykonane są ze stopu aluminium. Kiedy EFV przejdzie pozytywnie również próby w jednostkach, żołnierze USMC otrzymają w przyszłości jedyną w swoim rodzaju amfibię szturmową, a właściwie hybrydę łodzi desantowej i transportera piechoty.